# اثبات ترکیبیاتی
در ریاضیات، عبارت اثبات ترکیبیاتی (انگلیسی: Combinatorial proof) معمولاً برای اشاره به دو نوع برهان به کار می‌رود:
- اثبات با شمارش مضاعف: یک همانی ترکیبیاتی با شمردن تعداد عناصر مجموعه‌ای مشخص به دو روش متفاوت اثبات می‌شود تا عبارت‌های مختلف همانی به دست بیاید. از آنجا که عبارت‌ها چیزهای یکسانی را می‌شمارند، باید با یکدیگر برابر باشند و اینگونه همانی ثابت می‌شود.
- اثبات دوسویی: با نمایش تابع دوسویی (مثل یک تناظر یک‌به‌یک) بین دو مجموعه، اثبات می‌شود که تعداد اعضای دو مجموعه برابر است.

عبارت «اثبات ترکیبیاتی» را همچنین می‌توان به‌طور کلی به هر نوع اثبات بنیادی در ترکیبیات اطلاق کرد. با این حال دو فن مذکور برای اثبات اغلب قضایا در ترکیبیات و نظریهٔ اعداد کافی هستند.